# Ninian Sanderson
Ninian Sanderson (Glasgow, 14 mei 1925 - aldaar, 1 oktober 1985) was een Schots autocoureur en autodealer. Hij is het beste bekend van zijn overwinning in de 24 uur van Le Mans in 1956 samen met Ron Flockhart voor het team Ecurie Ecosse. In 1957 nam hij weer deel in Le Mans, waar hij nu tweede werd voor Ecurie Ecosse samen met John Lawrence achter de andere Ecurie Ecosse van Flockhart en Ivor Bueb. Ook stond hij in 1953 op de inschrijvingslijst van een Formule 1-race, zijn thuisrace van dat jaar als reservecoureur voor het team Cooper. Alle Cooper-coureurs startten die race echter en Sanderson kwam niet aan de start van de race. Hij schreef zich hierna ook nooit meer in voor een Formule 1-race. In 1985 overleed Sanderson op 60-jarige leeftijd aan kanker.